# 도요다역
도요다역(일본어: 豊田駅, とよだえき)은 일본 도쿄도 히노시에 있는 철도역이다. 동일본 여객철도의 주오 본선(주오 쾌속선) 열차가 정차하는 철도역이다.

## 타는 곳
| 1・2 | ■주오 선 | 하치오지・다카오・오쓰키・고후방면  |
| 3・4 | ■주오 선 | 다치카와・미타카・신주쿠・도쿄 방면 |

## 역사
도요다 역은 1901년 2월 22일에 개업하였다.

## 인접역
| 동일본 여객철도 주오 본선 | 동일본 여객철도 주오 본선               | 동일본 여객철도 주오 본선    |
| ------------------------- | --------------------------------------- | ---------------------------- |
| JC 20 히노 도쿄 방면      | 주오 쾌속선 주오 특쾌 · 통근쾌속 · 쾌속 | JC 22 하치오지 오쓰키 방면   |
| JC 20 히노 다치카와 방면  | 주오 본선 보통                          | JC 22 하치오지 마쓰모토 방면 |